# Route départementale 21 (Essonne)
Pour les articles homonymes, voir Route départementale 21.
La route départementale 21 est une route départementale située dans le département français de l'Essonne et dont l'importance est aujourd'hui restreinte à la circulation routière locale. Son tracé essonnien reprend celui de l'ancienne route d'Étampes à Chartres.

## Itinéraire
La route départementale 21 dans l'Essonne reprend le tracé de l'ancienne route nationale qui reliait Étampes à Chartres. Elle est prolongée dans le département d'Eure-et-Loir par la route départementale 24.
- Étampes : elle démarre son parcours en centre-ville sur l'ancien tracé de la route nationale 20, au Square du 8 mai 1945 qui marque l'intersection avec la route départementale 191. Elle prend l'appellation de Rue Louis Moreau. Place Geoffroy Saint-Hilaire, elle prend la dénomination de Rue Saint-Jacques puis, au Carrefour des Religieuses, elle devient la Rue Neuve Saint-Gille puis, à la Place de la Bastille, elle prend l'appellation de Rue du Haut Pavé, puis de Rue Saint-Martin. Elle passe au-dessus de la ligne C du RER d'Île-de-France à proximité de la gare de Saint-Martin-d'Étampes et de la collégiale Saint-Martin. Elle prend ensuite le nom de Rue des Belles Croix avant de devenir la Route de Chalo-Saint-Mars et de passer au-dessus de la ligne Paris - Bordeaux empruntée par la ligne C du RER et le TER Centre-Val de Loire avant de quitter le territoire communal.
- Chalo-Saint-Mars : elle prend l'appellation de Route d'Étampes, traverse le hameau de Longuetoise. En centre-bourg, elle rencontre la route départementale 82 et devient la Rue du Docteur Solon puis croise la route départementale 160 et devient la Rue Alfred de Vigny avant de reprendre son appellation précédente.
- Mérobert : elle entre à l'est de la commune sans avoir de nom puis rencontre la route départementale 113 pour devenir le Chemin de Saint-Escobille pour une centaine de mètres.
- Saint-Escobille : elle entre au sud-est du territoire communal sans dénomination et rencontre la route départementale 838 puis, au hameau de Guillerville, elle croise la route départementale 333 avant de quitter le territoire départemental et régional à la frontière avec Garancières-en-Beauce où elle se poursuit sous la numérotation RD 24.